# RYR1

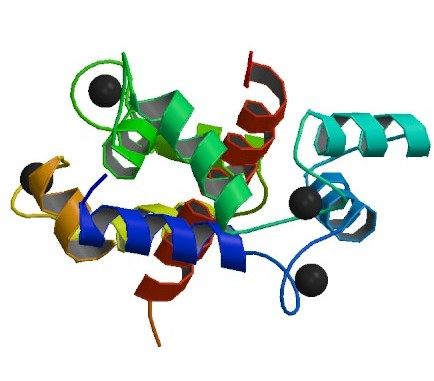

Il recettore per la rianodina 1 o RYR-1, noto anche come canale di rilascio del calcio del muscolo scheletrico o recettore della rianodina tipo muscolo scheletrico, è una proteina presente soprattutto nel muscolo scheletrico. Negli esseri umani è codificata dal gene RYR1.

## Funzione
Il recettore per la rianodina 1 ha la funzione di promuovere il rilascio del calcio dai calciosomi IP3-indipendenti.
Quando arriva l'acetilcolina, rilasciata dal motoneurone alfa, agirà sui recettori nicotinici che sono recettori canale che, aprendosi, fanno entrare sodio operando una depolarizzazione di membrana. La quantità di sodio che entra non è tale da determinare una depolarizzazione generalizzata della membrana sarcoplasmatica ma sarà in grado di andare ad attivare dei canali al sodio voltaggio-dipendenti che, aprendosi e facendo entrare altro sodio, a loro volta trasmetteranno quest'onda di depolarizzazione fino alla parte terminale dei tubuli T dove ci sarà un canale al Calcio voltaggio-dipendente di tipo L. Il calciosoma con il recettore Ryr-1 (quindi un calciosoma IP3-insensibile) ha un legame fisico con questi canali per il calcio, per cui si forma una struttura in cui abbiamo:
- 4 canali per il calcio;
- 1 recettore Ryr-1;
- Calsequestrina - Tipicamente presente all'interno del calciosoma della fibrocellula muscolare assieme alla sarcolemmina;
- Giuntina e Triadina - Altre proteine di membrana del calciosoma.

Nel momento in cui arriva l'onda di depolarizzazione e i canali per il Calcio di tipo L si aprono, sarà l'apertura di questi canali che opererà una modificazione conformazionale del recettore Ryr1 che lo renderà attivabile dal calcio stesso. Il recettore Ryr1 quindi è chiuso finché il canale per il calcio è chiuso, mentre nel momento in cui si apre il canale del calcio, cambia conformazione e accoglie il calcio stesso come suo agonista.

## Regolazione
La regolazione del recettore Ryr1 fa eccezione rispetto a Ryr2 e Ryr3 perché è bifasica: 
- Calcio ad alte concentrazioni lo chiude;
- Calcio a basse concentrazioni lo apre.

## Localizzazione
Il recettore si trova nel muscolo scheletrico, in particolare nei calciosomi IP3-insensibili situati al di sotto della membrana plasmatica dei tubuli T della fibra muscolare striata.

## Mutazioni e Significato clinico
Si conoscono 9 mutazioni del gene RYR1 che possono avvenire in 3 regioni amminoacidiche:
- Tra amminoacidi 35 e 614 - Associate ad ipertermia maligna;
- Tra amminoacidi 2163 e 2458 - Associate ad ipertermia maligna;
- Tra amminoacidi 4136 e 4973 - Associate a miopatie.

In particolare in posizione 614 è presente un arginina che controlla strettamente quanto calcio fuoriesce dalla cellula, per cui, se questo amminoacido è mutato, si avrà fuoriuscita massiva di calcio dal calciosoma e predisposizione all'ipertermia maligna.
Tutte le mutazioni sono farmacogenomiche cioè causate dall'interazione del recettore dell'ospite con un farmaco esterno. Fra questi vanno ricordati:
- Anestetici volatili - Desflurano, Enflurano, Sevoflurano
- Miorilassanti depolarizzanti - SuccinilColina;
- Sostanze di laboratorio - Cloroformio ed Etere.

A causa di queste mutazioni, una volta assunto il farmaco, ci sarà una massiva fuoriuscita di calcio dal calciosoma che provocherà una contrazione esagerata di tutte le fibre muscolari, le quali addirittura possono rompersi provocando ipertermia (aumento della temperatura corporea fino a 41°-42°). Inoltre la rottura delle fibre muscolari farà passare in circolo tutti gli enzimi presenti nel muscolo che :
- Potranno andare a livello del glomerulo renale, dando insufficienza renale acuta;
- Potranno innescare la cascata coagulativa, configurando una CID.

Si stima che anomalie nel gene RYR1 si verificano in circa una persona ogni 3.000.

## Interazioni
RYR1 ha dimostrato di interagire con:
- calmodulina[4][5]
- FKBP1A[6][7][8]
- HOMER1[9][10]
- HOMER2[10]
- HOMER3[10]
- TRDN[11][12][13][14]